# Jüdischer Friedhof Felsberg

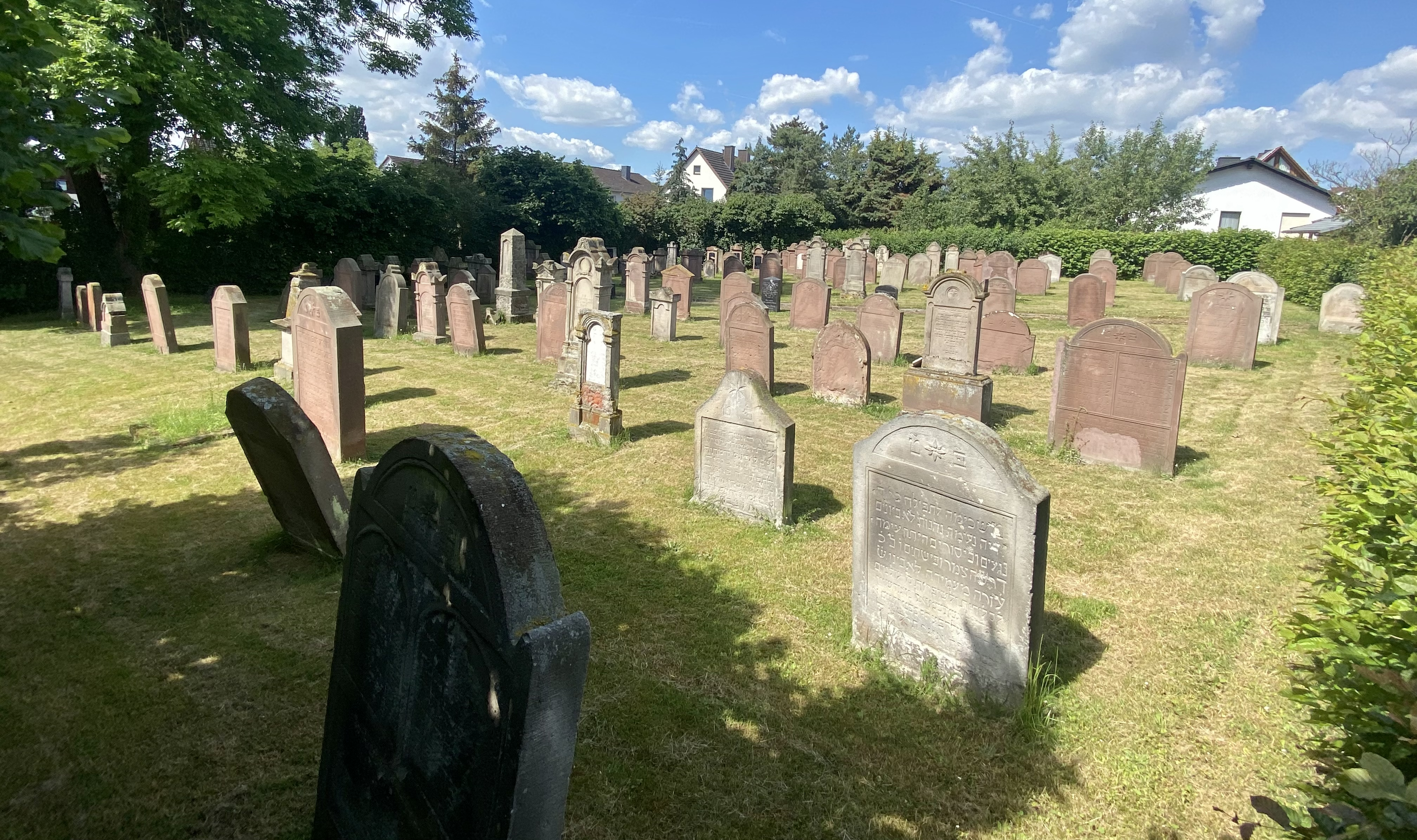
Jüdischer Friedhof Felsberg

Der Jüdische Friedhof Felsberg ist ein Friedhof in der Stadt Felsberg im Schwalm-Eder-Kreis in Hessen.
Der etwa 1000 m² große jüdische Friedhof liegt in einem Wohngebiet westlich der Felsburg in der Annastraße. Es sind 166 Grabsteine vorhanden.
Es wurde ein Gedenkstein errichtet mit der Aufschrift: 

„Zum ewigen Gedenken an unsere jüdischen Bürger, die Opfer der Gewalt wurden. Stadt Felsberg.“

## Geschichte
Bis 1866 wurden die Toten der jüdischen Gemeinde Felsberg auf dem jüdischen Friedhof in Obervorschütz beigesetzt. Ein eigener jüdischer Friedhof wurde in Felsberg nach 1860 angelegt. Die erste Beisetzung fand 1866 statt, die letzte am 7. März 1936.